# Circuito de Pedralbes
El Circuito de Pedralbes fue un circuito urbano de carreras situado en las calles del barrio de Pedralbes de Barcelona, España, en el que se celebraron carreras de motociclismo de velocidad y de automovilismo de velocidad entre 1946 y 1954.
Fue el primer circuito español en el que se celebraron carreras de Fórmula 1, concretamente el Gran Premio de Penya Rhin de 1950 (no puntuable para el Campeonato Mundial de Fórmula 1), así como el Gran Premio de España de 1951 y el de 1954.
Tenía una longitud de 6316 metros. Estaba delimitado por las calles avenida del Generalísimo Franco (actual avenida Diagonal), Numancia, paseo Manuel Girona, avenida de la Victoria (actual avenida de Pedralbes) y carretera de Cornellà a Forgas de Tordera (actual avenida de Esplugues).
El desastre de Le Mans en 1955 provocó un endurecimiento en las medidas de seguridad, lo que obligó a clausurar el circuito de Pedralbes. Barcelona trasladó entonces todas sus competiciones al otro circuito urbano de la ciudad, el circuito de Montjuïc.

## Ganadores

### Fórmula 1
| Año  | Piloto             | Constructor | Fecha         | Resultados |
| ---- | ------------------ | ----------- | ------------- | ---------- |
| 1951 | Juan Manuel Fangio | Alfa Romeo  | 28 de octubre | Resultados |
| 1954 | Mike Hawthorn      | Ferrari     | 24 de octubre | Resultados |